# مارکوس اردمان
مارکوس اردمان (انگلیسی: Markus Erdmann؛ زادهٔ ۱۶ ژوئیهٔ ۱۹۶۹) بازیکن فوتبال اهل آلمان است که در پست مهاجم بازی می‌کرد.
از باشگاه‌هایی که در آن بازی کرده‌است می‌توان به باشگاه فوتبال هانوفر ۹۶ اشاره کرد.